# 13868 Catalonia
13868 Catalonia (1999 YZ8) là một tiểu hành tinh vành đai chính được phát hiện ngày 29 tháng 12 năm 1999 bởi J. Guarro ở Piera Observatory.